# 托镇
托镇是葡萄牙布拉干萨区的一个堂区。总面积23.66平方公里，总人口209人，人口密度8.8人/平方公里。